# 개인 식별 번호

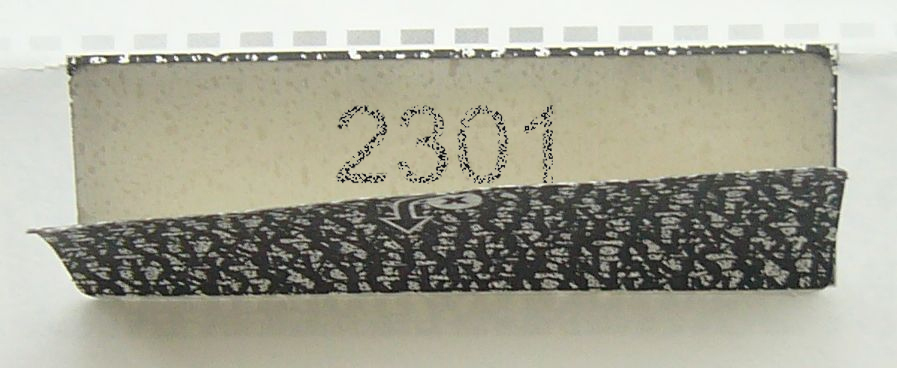

개인식별번호(Personal Identification Number, PIN)는 비밀번호와 유사하게 본인을 확인하기 위한 수단으로 이용된다. 비밀번호는 일반적으로 알파벳 대문자, 소문자, 숫자, 특수문자등을 사용하지만 개인식별번호는 숫자 0에서 9까지로 한정하여 사용자 개인을 식별한다. PIN은 금융기관, 정부, 기업의 컴퓨터 네트워크의 각기 다른 데이터 처리 센터에서 비공개 데이터 교환을 용이하게 하기 위한 키이다.
보통 PIN은 ATM이나 POS 거래 안전한 접근 제어(예: 컴퓨터 접근, 문 접근, 자동차 접근), 인터넷 트랜잭션, 제한된 웹사이트로의 로그인에 사용된다.
PIN은 숫자 10개만 사용하므로 조합 가능한 PIN의 경우의 수는 10의 10제곱인 100억 개이다. 비밀번호는 스페이스 키까지 포함해 95개의 문자를 사용할 수 있고 이중 10개의 문자를 사용하는 비밀번호 조합은 (95*95*95*95*95*95*95*95*95*95=95의 10제곱) 5,987경3693조9238억3789만0625 개이다. PIN보다 비밀번호를 사용하는 것이 훨씬 더 안전하다.
대부분의 사용자는 PIN으로 4자리(10,000 개의 경우 중 1개를 사용)나 6자리(1,000,000 개의 경우 중 1개를 사용)를 사용한다. PIN은 비밀번호에 비해 안전하지 않지만 편의성면에선 우수하다. 따라서 사용자는 자신만이 직접 물리적으로 액세스할 수 있는 손 안에 있는 기기의 잠금 기능에 비밀번호보다 편리한 PIN을 사용하며, 인터넷을 통해 누구라도 액세스 할 수 있는 온라인 계정에는 비밀번호를 통해 더욱 강력하게 보호하고 있다.
비밀번호와 PIN의 차이는 윈도우 10에서 잘 드러난다. 윈도우 계정은 클라우드 기반 마이크로소프트 계정을 사용하게 되어 있다. 윈도우에서는 클라우드 계정 해킹을 대비해 복잡한 비밀번호를 사용하도록 권장한다. 그러나 편의를 위해 PIN 번호를 설정할 수도 있다. 이 PIN 번호는 컴퓨터 로그인용으로만 사용되며 인터넷으로 흘러나가지 않는다. 즉, 로컬에서는 PIN의 안전성으로 충분한 셈이다.

## 역사
PIN은 1967년 현금 자동 입출금기(ATM)의 도입과 함께 기원하였으며 이는 은행이 현금을 고객에게 지급하는 효율적인 수단의 하나였다. 최초의 ATM 시스템은 1967년 런던의 바클리즈의 ATM이었다. 카드가 아닌 기계가 읽을 수 있는 인코딩의 체크를 받아들였으며 PIN을 이 체크에 일치시켰다.

## 같이 보기
- 학생증